# Chucho Navarro
Chucho Navarro, pseudonimo di José de Jesús Navarro Moreno (Irapuato, 12 gennaio 1913 – Città del Messico, 24 dicembre 1993), è stato un cantante e compositore messicano di bolero e membro originale, insieme a Alfredo Gil e Hernando Avilés, del Trio Los Panchos durante quasi 50 anni.

## Primi anni
I suoi genitori erano Juan José Navarro, direttore e esecutore di ottavino della banda militare della città e Silvestra Moreno. Rimase orfano di padre quando aveva tre anni nel 1916. Più tardi si trasferì ad Aguascalientes, dove trascorse la sua infanzia e l'adolescenza.
Già all'età di quattro anni cantava nella locanda di sua madre con sua sorella Antonia, di dieci anni più grande, che accompagnava cantando come contralto, perché la tessitura del bambino era molto alta ed era l'attrazione della locanda (dato che era così piccolo sua sorella lo tirava per un orecchio per farlo obbedire) gli insegnò anche a suonare la chitarra e insieme cantavano molte canzoni del secolo scorso.
Sua madre morì nel 1930 quando lui aveva 17 anni e partì per Città del Messico per vedere suo nonno, il generale Juan José Navarro Ibarguengoitya e aiutato dalla sua chitarra, continuò i suoi studi fino a quando non si iscrisse alla Facoltà di Medicina. In quel periodo incontrò il chitarrista Alfredo Bojalil Gil (più tardi noto come Alfredo Gil) nella stazione radio XEW dove collaborarono, cantando o suonando la chitarra, con l'orchestra o con qualche interprete che aveva bisogno del loro aiuto, tra i quali, ad esempio, il portoricano Rafael Hernández, Toña la Negra, Pedro Vargas e Agustín Lara.

## Los Panchos
A metà del 1937 Chucho interruppe la sua tesi di laurea presso la facoltà di Medicina e creò un gruppo di voci e chitarre che suonavano musica folcloristica messicana con Alfredo Gil e il fratello maggiore, Felipe Bojalil Gil, che fu chiamato "El Charro Gil Y Sus Caporales". Nel 1938 partirono per New York dove rimasero per 10 anni. Dopo sei anni, Felipe Gil, conosciuto come il "Charro Gil", incontrò la cantante Eva Garza con la quale si sposò e separandosi dal gruppo all'inizio del 1944.
Alfredo Gil e Chucho Navarro, determinati a continuare insieme come artisti, iniziarono la ricerca di una prima voce per il loro nuovo gruppo. Il prescelto fu il cantante e chitarrista portoricano Hernando Avilés, che originariamente cantava tanghi con orchestra, a Manhattan. Così il 14 maggio 1944 Chucho Navarro, Alfredo Gil e Hernando Aviles, avviarono un proprio gruppo chiamato Los Panchos che debuttarono nel Teatro spagnolo di New York, nell'Hotel Pierre ed alla Carnegie Hall.
L'idea del nome "Los Panchos" nacque dal riconoscimento del nome "Pancho" come simbolo dell'identità messicana per via della popolarità del guerrigliero Pancho Villa.
Quando gli artisti tornarono da New York in Messico nel 1948, erano già riconosciuti nei luoghi più reconditi della Repubblica e quando visitarono il Messico, erano già un'istituzione riconosciuta per il concetto "creato" da loro di cantare boleri a tre voci, inoltre avevano introdotto lo strumento chiamato requinto che era stato inventato e brevettato da Alfredo Gil.
Le prime presentazioni del Trio, furono fatte a "El Patio", che diventò così la discoteca più apprezzata di quel tempo. Poi stabilirono una tradizione nella "Blanquita", nel "Teatro Folis", nel "Teatro de la Ciudad" e in molti locali notturni.
Fu anche uno dei primi musicisti famosi a celebrare le sue "Nozze d'argento" (25 anni) al Palacio de Bellas Artes. Non poté celebrare le "Nozze d'oro", poiché morì il 24 dicembre 1993 all'età di 80 anni, a Città del Messico, essendo l'unico membro fondatore del trio che rimase attivo nel gruppo fino alla sua morte.

## Come compositore
A suo nome furono registrate quasi mille canzoni, raggruppate per genere come segue:
- Canzoni vernacolari:
Canción del camino, Por ellas, Soy ranchero, El aguamielero, El Guayabo, Borracho enamorado, Ya con el tiempo, Aquí vengo.
- Canzoni festive:
El burro socarrón, Peláos estos, Gendarme 777, Cosas que pasan, El tigre rasurado, El zapato, El Loro Profesor.
- Canzoni religiose:
Vive Dios, Cristo de Río, Yo pecador, Dios te bendiga, Navidad y Año Nuevo, Hable con Dios.
- Canzoni scritte per la prima voce Hernando Aviles:
Lejos de Borinquen

## Canzoni classiche del primo e secondo periodo d'oro

### Primo periodo
- “Rayito de Luna”
- “Una Copa más”
- ”Sin un Amor”
- “Sin remedio”
- “Maldito corazón”
- “Te espero”

- "Hasta mañana”
- “Una voz”
- “Volverás”
- “Perdida”
- “Alma de negro”
- “Amor de maldición”

- “Cosas que pasan”
- “Flor del arroyo”
- “Dulce, dulce, dulce”
- “Regresa mi canción”
- “Eternamente”
- “Princesa de la noche”

- “Miedo”,”Flor del Arroyo”
- “Flor de Roca”
- “Lo dudo”
- “Olvida lo pasado”
- “No me dejes”
- “Fácil”

- “Escándalo”
- “Dos palabras más”
- “No me vuelvas a ver”

### Secondo periodo (con Jhonny Albino)
- “Jamás, jamás, jamás”
- “La corriente”
- “Cruel filosofía”

- “Al canto de la paloma”
- “Llora por mí”
- “Me quedé dormido”

- “Se vive una vez”
- “La geisha”
- “Se llama fujiyama”

- “Rumba japonesa”
- “Nuestros hijos”
- “Pérdida”

- “El árbol viejo”

## Discografia
Los Panchos hanno registrato in spagnolo, loro lingua originale, ma hanno anche azzardato registrazioni in giapponese, greco, inglese, russo e arabo. Dopo il pensionamento di Alfredo Gil per affaticamento, Chucho Navarro registrerà altri due album con il trio: "Los Panchos Hoy" e "Los Panchos A su Manera", dove furono comprese in spagnolo canzoni italiane e francesi per il "Mondiale di calcio, Barcelona 92" e come aiuto alla pratica della lingua.
Los Panchos furono premiati in paesi lontani come l'Egitto, la Grecia, il Giappone, la Cina, la Thailandia e l'ex Unione Sovietica, proprio in un momento in cui non era così facile raggiungere luoghi come questi. La discografia di "Los Panchos" comprende più di 300 LP, con circa 3500 canzoni. Questa discografia non è stata catalogata fino ad ora.